# Autoreply
Autoreply ist eine aus dem Englischen entlehnte Bezeichnung für eine E-Mail, die automatisch (auto) als Antwort (englisch reply) auf ein Ereignis (in der Regel eine eingehende E-Mail) versendet wird. Der Mechanismus, der ein solches Autoreply erzeugt, wird als Autoresponder bezeichnet und ist eine Sonderform eines E-Mail-Robots.
Autoreplys werden in unterschiedlichen Bereichen eingesetzt, zum Beispiel zur Bestätigung von Bestellvorgängen, Änderungen an Mailinglisten sowie für Unzustellbarkeits- oder Abwesenheits-Nachrichten (Out of office reply, OOOR).
Bei Bestell- oder Buchungsbestätigungen handelt es sich in der Regel nicht um Autoreplys, sondern um (automatisch generierte) Bestätigungen, die etwa von einer Webshop-Software abgesandt werden. Auch aus Textbausteinen zusammengesetzte Mails sind keine Autoreplys, da der Absender die Bausteine manuell auswählt, bevor er die Mail abschickt.

## Beispiele
```
From: Martin.Schlumpf@example.com
Subject: Martin Schlumpf ist außer Haus.
To: Lucius Kunde <lkund@abc.example>

Ich werde ab dem 14. Mai 2007 nicht im Büro sein. Ich kehre am
21. Mai 2007 zurück.

In wichtigen Fällen wenden Sie sich bitte an meine Kollegin, Frau Kleinschlumpf
(Tel. +49 40 123456-78).

```

```
From: HannoMustermann0815@freimailanbieter.example.com
Subject: Meine E-Mail Adresse hat sich geändert
Reply-To: mustermann@meinefirma.example.org

Achtung!
Meine E-Mail-Adresse hat sich geändert. Sie lautet jetzt:
''mustermann@meinefirma.example.org''
Bitte senden Sie ab sofort Ihre E-Mail an die neue Adresse, da E-Mails
an die alte Adresse nicht mehr beachtet werden und die Adresse in Kürze
aufgelöst wird.

```

## Kritik und Alternativen
Automatisch generierte Antworten sind zwar im Zuge automatisierter Vorgänge wie Confirmed Opt-in auf Mailinglisten erforderlich und im Geschäftsverkehr weit verbreitet. Der unüberlegte Einsatz von Autoreplys ohne Filterfunktionen eingesetzt kann jedoch zu Problemen führen. RFC 3834 gibt Richtlinien vor, nach denen Autoreplys versandt werden sollen und verbietet das undifferenzierte Versenden derselben.

### Probleme mit Mailinglisten
Auf Mailinglisten können Autoreplys unerwünschte Antworten auf jegliche E-Mails generieren. Aus diesem Grund werden die zugehörigen Absender häufig aus dem Verteiler entfernt, wenn sie nicht das automatische Antworten deaktivieren.
Sendet ein Spammer an die Subscribe-Adresse einer Mailingliste eine Mail mit gefälschtem Absender, so fragt die automatische Mailinglistenverwaltung unter dieser Absender nach einer Bestätigung für die Anmeldung. Eine automatische Antwort führt dann zur unerwünschten Anmeldung an der Mailingliste, da oft lediglich die Tatsache der Antwort, aber nicht der Text ausgewertet werden.

### Spamproblematik und Viren
Generelle Empfangsbestätigungen oder Abwesenheitsnachrichten sind zum Beispiel problematisch, da der Absender einer E-Mail beliebig fälschbar ist. Automatische Antworten auf eingehenden Spam können dem Spammer ungewollt die Gültigkeit der Adresse bestätigen oder – bei gefälschter Absenderadresse – als kollateraler Spam unbeteiligte Dritte belästigen. Geschieht dies absichtlich, um dem Ansehen eines Unternehmens, das ungefiltert Autoantworten verschickt, zu schaden, so handelt es sich um einen sogenannten Joe-Job.
Autoreplys werden selten auch zur Spamvermeidung eingesetzt. Der Absender einer E-Mail erhält dann eine automatische Antwort (die sogenannte „Challenge“), die ihn auffordert, in irgendeiner Weise zu belegen, dass er ein Mensch (und kein Spambot) ist, in der Regel durch einfaches Antworten auf die automatische Antwort. Erst danach leitet das Mailsystem des Empfängers die Mail an diesen weiter. Dieses Verfahren behindert durch die zusätzlichen Schritte den Nachrichtenfluss.
Sortieren der Absender oder dessen Spamfilter die Challenge irrtümlich aus, oder erhält der Absender die Challenge nicht rechtzeitig (z. B. wegen einer Reise), so geht die ursprüngliche Mail verloren. Software, die dieses Verfahren einsetzt, wird heutzutage kaum noch angeboten.

### Servicequalität
Empfangsbestätigungen sind bei Serviceanfragen an Unternehmen verbreitet. Strittig ist, ob Absender über den Eingang ihrer Mail benachrichtigt werden sollten, obwohl noch keine Antwort vorliegt. Eine solche Autoantwort kann dem Absender vorab Service-Informationen wie eine Vorgangsnummer oder die zu erwartende Bearbeitungszeit zukommen lassen, doch durch den standardisierten Inhalt auch verärgern.
Automatisch erzeugte Benachrichtigungen enthalten bei manchen Unternehmen eine Absenderadresse, auf der eingehende Mails ignoriert und mit einem Standardtext beantwortet werden.

### Abwesenheitsbenachrichtigungen
Alternativ zu Abwesenheits- und Urlaubsbenachrichtigungen können wichtige Mails weitergeleitet und von einer Vertretung bearbeitet werden. Zudem sind auch sogenannte Role-Accounts möglich, durch die eine Mail bei Bedarf an den zuständigen Bearbeiter geleitet wird.

### E-Mail-Loops
Unnötiger Datenverkehr in extremem Umfang kann durch E-Mail-Loops (deutsch E-Mail-Schleifen) entstehen, wenn zwei Mailserver sich gegenseitig ständig Autoreplys zusenden, weil die Software dies nicht erkennt. Um dies zu verhindern könnten die Autoreplys mit leerem Absender (Envelope-From <>) versandt werden, dies ist jedoch nach RFC 2505 eigentlich für Fehlermeldungen vorgesehen.

### Filtereinsatz
Bessere automatische Antwortfunktionen setzen (unter Umständen sehr komplexe) Filter ein, um Spam, Mailloops und Mehrfachversand an dieselbe Person zu vermeiden. Das E-Mail-Programm exim unterstützt beispielsweise Autoreplys, die jedem Absender nur eine automatische Nachricht pro Woche zuschicken und eventuell nur dann, wenn die Mail nur an den Empfänger persönlich gesandt wurde und nicht gleichzeitig per CC an einen Role-Account.

### Generelle Empfangsbestätigungen
E-Mail ist kein garantierter Dienst. Generelle Empfangsbestätigungen sind daher in den E-Mail-Protokollen nicht vorgesehen.
Absender können bei Bedarf eine Empfangsbestätigung nach RFC 1894 (Delivery Status Notification, DSN) und RFC 2298 (Message Disposition Notification, MDN) anfordern. Antworten werden allerdings nur gesendet, wenn der Mailserver des Empfängers (bei DSN) bzw. das E-Mail-Programm des Empfängers (bei MDN) dies unterstützen. Aus dem Erhalt einer MDN kann lediglich abgelesen werden, dass der Empfänger die zugrunde liegende Nachricht geöffnet hat, nicht jedoch, ob er diese tatsächlich gelesen oder gar „verstanden“ hat.